# Aetonyx palustris
Aetonyx palustris (en griego “garras de águila”) es la única especie conocida del género dudoso  extinto Aetonyx de dinosaurio prosaurópodo masospondílido que vivió a principio del período Jurásico, hace aproximadamente 195 millones de años, en el Hettangiense, en lo que es hoy África. Fue descubierto en 1911 por Robert Broom y clasificado como un carnosaurio a partir de la mayoría de los brazos y las dos manos, algunas vértebras, parte de la tibia, y la mayor parte del pie encontrados en Sudáfrica. Luego los restos fueron referidos a Massospondylus.

## Taxonomía
Para algunos autores este taxón carece de validez: para Cooper, Aetonyx palustris es un sinónimo más moderno de Massospondylus carinatus y para Galton y Upchurch es un nomen dubium de un Sauropodomorpha indet.